# チュアンジェサウルス
チュアンジェサウルス (Chuanjiesaurus)（日本語ではチュアンジエサウルスとも） はジュラ紀中期に生息していた竜脚類の恐竜。全長は約27m。アジア最大級の恐竜で、2000年に雲南省禄豊県川街郷で11体がまとめて発見されている。周辺のかなりの広範囲に化石が埋まっていると思われ、数百体が埋まっていると見積もられている。

## 形態
同じく中国で発見されたマメンチサウルスやアメリカで発見されたディプロドクスはジュラ紀後期の地層から発見されているが、チュアンジェサウルスはそれよりも1000〜2000万年前のジュラ紀中期の地層から発見されていることから、巨大な竜脚類としてはアジア最古とされる。川街郷で発掘された個体のうち、1体はほぼ完全な形で発見されており、肩甲骨が約2mあることから、全長は約27mと推測されている。
しかし、最大と言われる恐竜の多くは、発見された一部の骨から大きさを推測するしかないため、どれが最大なのか決めることは困難である。ジュラ紀後期のマメンチサウルスがアジア最大の恐竜と言われることも多く、1992年に東京都豊島区のサンシャインシティで行われた『大恐竜博』では、中国の内モンゴル自治区で1985年に発見された、白亜紀前期のヌーロサウルスが世界最大と謳われていた。

## 生態
首の長さが全長の半分以上を占めることから、現代のキリンのように高い木の枝葉を食べていたとされる。
名前の由来にもなっている川街郷（チュアンジェサウルスとは「川街のトカゲ」の意）では11体もの化石が良好な状態で発掘され、全ての化石が同じ方向を向いていたことから、群れで行動していたと考えられ、発掘された個体群は、洪水に巻き込まれて溺死したと推測される。

## 分類
以前は、シュノサウルスなどと同じ原始的な竜脚類として分類されていたが、近年の研究結果から、マメンチサウルスやオメイサウルス、ユアンモウサウルスなどと同じく、よりケティオサウルスに近縁のマメンチサウルス科に分類されることになった。